# Folsomia microchaeta
Folsomia microchaeta är en urinsektsart som beskrevs av Agrell 1939. Folsomia microchaeta ingår i släktet Folsomia, och familjen Isotomidae. Arten är reproducerande i Sverige.